# FCコンコルディア・バーゼル
フースバル・クラブ・コンコルディア・バーゼル (Fussball Club Concordia Basel) は、スイスの北西部、バーゼル＝シュタット準州の州都バーゼルを本拠地とするサッカークラブチームである。2015-16シーズンは2.リーガ・インターレギオナル (5部相当) に所属。プロテニス選手であるロジャー・フェデラーが10代の頃に下部組織に在籍していた。

## タイトル

### 国内タイトル
- なし

### 国際タイトル
- なし

## 歴代在籍選手
- ハカン・ヤキン 1984-1994 - ユースチーム出身
- マルコ・シュトレラー 2001-2002
- ムラト・ヤキン 2006-2007 - 監督
- 金功榛 2008-2009